# Zilveren arowana
De zilveren arowana (Osteoglossum bicirrhosum), ook wel vorkbaardvis of beentongvis genoemd, is een vis uit de familie van de Osteoglossidae. Hij komt voor in rustig stromende tot stilstaande wateren en moerasgebieden van het Zuid-Amerikaanse regenwoud.
Hij leeft zowel solitair als in groepen en jaagt op insecten, garnalen en vis. Hij houdt zich vooral bij het wateroppervlak op en springt soms boven het water uit, om dan bijvoorbeeld spinnen te vangen. De bijnaam van deze vis luidt dan ook "Wateraap".

## Leven in een aquarium
Tegenwoordig wordt de zilveren arowana ook in aquaria gehouden. De vis wordt in de natuur maximaal 1,30 m groot en haalt in gevangenschap gemiddeld toch wel 80 cm. Deze vis kan 20 jaar oud worden. Hij heeft een zeer grote bak nodig van minimaal 2 meter lang en 1 meter breed en 60 centimeter hoog. Er moet voldoende vrije zwemruimte in de bovenste laag aanwezig zijn en het is fijn als er drijfplanten aan het oppervlak aanwezig zijn. Verder kan men de bak inrichten met stukken kienhout, die in een hoek van de bak als boomwortels naar beneden kunnen hangen. De bak dient in verband met het springgedrag van de zilveren arowana van boven goed afgedekt te zijn.
De zilveren arowana heeft een watertemperatuur nodig tussen de 23 tot 28 graden met een zuurgraad (pH) van ongeveer 6,5. Zilveren arowana's kunnen samen worden gehouden met grote vissen, zoals spatelmeervallen, pacu's en pauwoogcichliden die dezelfde watersamenstelling nodig hebben en die zich voornamelijk in de middelste en onderste waterlagen ophouden.
Samenhouden met soortgenoten is alleen mogelijk indien de vissen over een zeer grote bak beschikken, ten minste 5.000 liter, in een groep van minimaal 5 exemplaren.
Het is niet nodig om deze vis met levende goudvissen of andere levende vissen te voeren. Deze manier van voederen leidt bij eenzijdige voeding zelfs tot een tekort aan essentiële bouwstoffen die de vis nodig heeft om op een gezonde manier volwassen en oud te worden en kan ziekten overbrengen. Het voeren van levende of diepvriesmuizen, wat ook door een aantal aquarianen gedaan wordt, is tegen het natuurlijke gedrag.
Het verschil tussen de geslachten is onbekend. Voortplanting in gevangenschap bij aquarianen komt zeer zelden voor. Deze soort behoort tot de muilbroeders, wat wil zeggen dat de eieren zich in de bek van de mannelijke ouderdieren ontwikkelen en pas als jonge vissen van ongeveer 10 centimeter groot losgelaten worden. De jonge dieren zijn de eerste paar dagen voor hun voedsel aangewezen op hun dooierzak (voedselpakket), die met een soort van navelstreng met het dier is verbonden. Na deze periode beginnen de jongen met het eten van kleine insecten.
Dieren die nog een dooierzak hebben zijn te vroeg uit de bek van de vader verwijderd. De vis wordt o.a. in Zuid-Amerika in grote bassins gekweekt voor de handel. Op deze wijze hoeven er geen dieren meer uit de natuur gehaald te worden.

## Bescherming
Deze soort komt niet op de CITES-lijst voor. Een verwante soort, de Aziatische arowana's of Scleropagus formosa, is wel internationaal wettelijk beschermd.
1. ↑  (en) Zilveren arowana op de IUCN Red List of Threatened Species.